# Dallas Cowboys 2005
La stagione 2005 dei Dallas Cowboys è stata la 45ª della franchigia nella National Football League. Malgrado l'avere vinto sette delle prime dieci gare, la squadra terminò con un record di 9-7, mancando di poco i playoff.

## Scelte nel Draft 2006

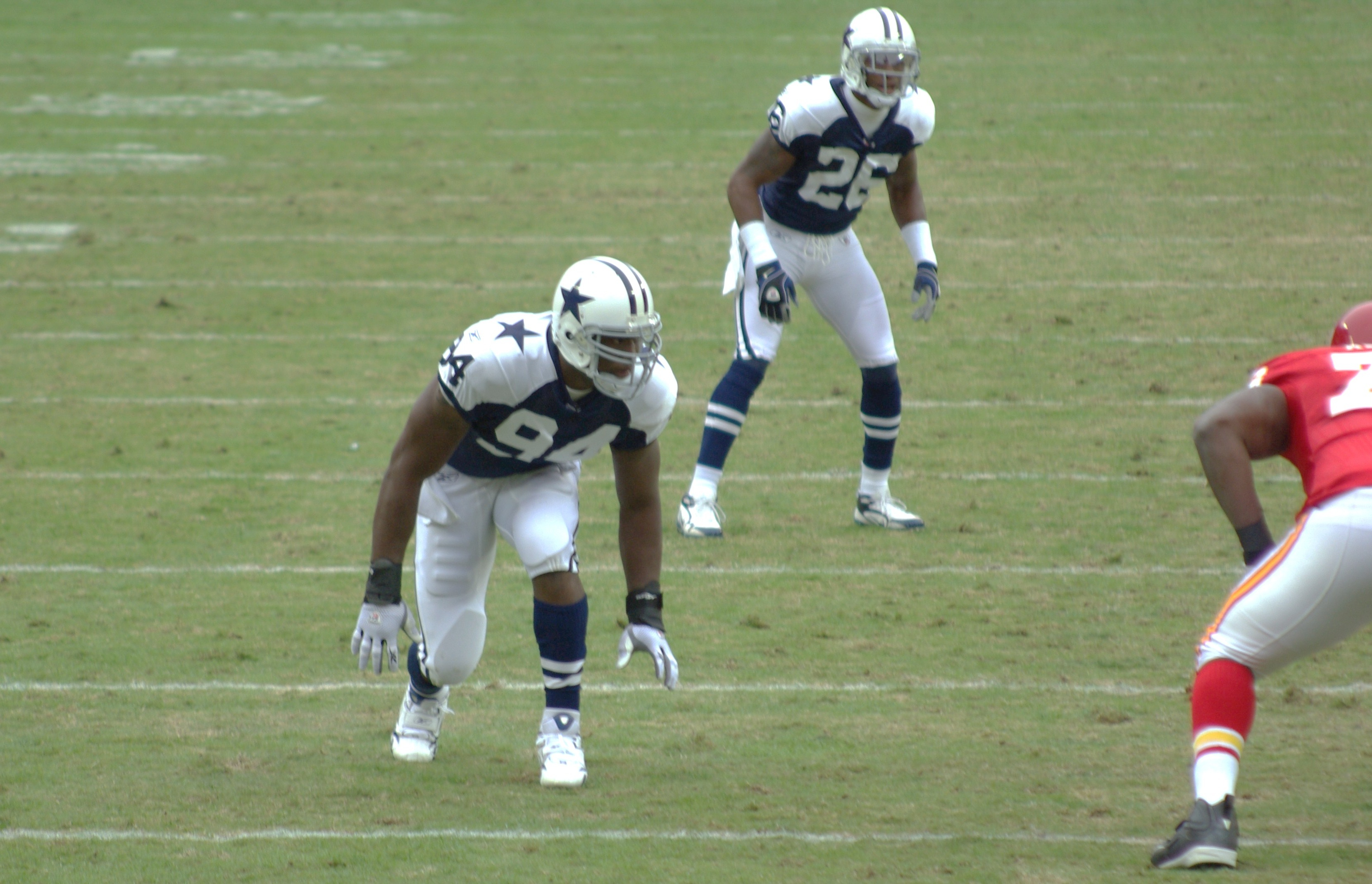
DeMarcusWare (94) fu una delle due prime scelte nel 2005.

| Giro | Scelta | Nome            | Ruolo            | College         |
| ---- | ------ | --------------- | ---------------- | --------------- |
| 1    | 11     | DeMarcus Ware   | Linebacker       | Troy            |
| 1    | 20     | Marcus Spears   | Defensive end    | Louisiana State |
| 2    | 42     | Kevin Burnett   | Linebacker       | Tennessee       |
| 4    | 109    | Marion Barber   | Running back     | Minnesota       |
| 4    | 132    | Chris Canty     | Defensive end    | Virginia        |
| 6    | 208    | Justin Beriault | Safety           | Ball State      |
| 7    | 209    | Rob Pettiti     | Offensive tackle | Pittsburgh      |
| 7    | 224    | Jay Ratliff     | Defensive tackle | Auburn          |

## Calendario

### Stagione regolare
| Turno | Data               | Avversario          | Risultato          | Stadio                  | NFL Recap          |
| ----- | ------------------ | ------------------- | ------------------ | ----------------------- | ------------------ |
| 1     | 11/9/2005          | San Diego Chargers  | V 28–24            | Qualcomm Stadium        | Recap              |
| 2     | 19/9/2005          | Washington Redskins | S 13–14            | Texas Stadium           | Recap              |
| 3     | 25/9/2005          | San Francisco 49ers | V 34–31            | Monster Park            | Recap              |
| 4     | 2/10/2005          | Oakland Raiders     | S 13–19            | McAfee Coliseum         | Recap              |
| 5     | 9/10/2005          | Philadelphia Eagles | V 33–10            | Texas Stadium           | Recap              |
| 6     | 16/10/2005         | New York Giants     | V 16–13 DTS        | Texas Stadium           | Recap              |
| 7     | 23/10/2005         | Seattle Sehawks     | S 10–13            | Qwest Field             | Recap              |
| 8     | 30/10/2005         | Arizona Cardinals   | V 34–13            | Texas Stadium           | Recap              |
| 9     | Settimana di pausa | Settimana di pausa  | Settimana di pausa | Settimana di pausa      | Settimana di pausa |
| 10    | 14/11/2005         | Philadelphia Eagles | V 21–20            | Lincoln Financial Field | Recap              |
| 11    | 20/11/2005         | Detroit Lions       | V 20–7             | Texas Stadium           | Recap              |
| 12    | 24/11/2005         | Denver Broncos      | S 21–24 DTS        | Texas Stadium           | Recap              |
| 13    | 4/12/2005          | New York Giants     | S 10–17            | Giants Stadium          | Recap              |
| 14    | 11/12/2005         | Kansas City Chiefs  | V 31–28            | Texas Stadium           | Recap              |
| 15    | 18/12/2005         | Washington Redskins | S 35–7             | FedExField              | Recap              |
| 16    | 24/12/2005         | Carolina Panthers   | V 24–20            | Bank of America Stadium | Recap              |
| 17    | 1/1/2006           | St. Louis Rams      | S 10–20            | Texas Stadium           | Recap              |